# 4310 Strömholm
4310 Strömholm eller 1978 RJ7 är en asteroid i huvudbältet som upptäcktes den 2 september 1978 av den svenske astronomen Claes-Ingvar Lagerkvist vid La Silla-observatoriet. Den är uppkallad efter den svenske professorn Stig Strömholm.
Asteroiden har en diameter på ungefär 3 kilometer.